# Les Mémoires de mon ami
Les Mémoires de mon ami és una novel·la de l'escriptor anarquista francès Octave Mirbeau (1899).

## Argument
El narrador, Charles L., és un anti-heroi que porta una existència larvària, al costat d'una dona seca i horrible. No obstant això és un home contemplatiu, estranger als seus contemporanis, estúpids i lletjos, i capaç de recloure's en si mateix per venjar-se escrivint les seves memòries. És una faula d'humor negre i políticament incorrecta. S'hi barregen el crim, els desitjos carnals insatisfets i les preguntes metafísiques sobre la condició humana.